# Roderick Sarell
Sir Roderick Francis Gisbert Sarell, KCMG, KCVO (* 23. Januar 1913; † 15. August 2001) war ein britischer Diplomat, der unter anderem zwischen 1964 und 1969 Botschafter des Vereinigten Königreichs in Libyen sowie von 1969 bis 1974 Botschafter in der Türkei war. 

## Leben
Roderick Francis Gisbert Sarell war der Sohn von Philip Charles Sarell (1866–1942), eines Beamten des Konsularischen Dienstes (HM Consular Service), der unter anderem von 1920 bis 1923 Generalkonsul in Tunis und zwischen 1923 und 1926 Generalkonsul in Barcelona war, und dessen Ehefrau Ethel Ida Rebecca. Er absolvierte nach dem Besuch des Radley College ein Studium am Magdalen College der University of Oxford und trat danach in den Diplomatischen Dienst (Diplomatic Service) des Außenministeriums (Foreign Office) ein. Am 8. Juni 1939 wurde er zunächst Vizekonsul in Addis Abeba sowie im Anschluss am 6. August 1940 Vizekonsul in Basra. Im Laufe seiner darauf folgenden Dienstzeit wurde er am 7. Juli 1947 rückwirkend zum 6. Juni 1946 zum diplomatischen Beamten des siebten Grades (Officer of His Majesty's Foreign Service, Seventh Grade) befördert. Er war zwischen 1953 und 1956 Botschaftsrat (Counsellor) an der Botschaft in Myanmar und wurde zugleich am 9. Januar 1953 zum Generalkonsul in Rangun ernannt. Während dieser Zeit erfolgte am 8. August 1955 rückwirkend zum 10. Dezember 1952 seine Beförderung zum diplomatischen Beamten des sechsten Grades.
Sarell fand von 1956 bis 1959 während des Algerienkrieges als Generalkonsul in Algier Verwendung und wurde in dieser Zeit zum 1. Januar 1958 zum Companion des Order of St Michael and St George (CMG) ernannt. Nach seiner Rückkehr war er im Außenministerium zwischen 1960 und 1961 zunächst als Head of Southern Department Leiter des Referats Süd, welches für die Beziehungen zu Italien, Österreich, Tschechoslowakei, Ungarn und den Balkanstaaten zuständig war, sowie daraufhin von 1961 bis 1963 Leiter des Referats Allgemeines (Head of General Department), das für eine Reihe von Themen, darunter Zivilluftfahrt, Schifffahrt, Telekommunikation, Postdienste, Meteorologie, Sicherheit auf See und Fischerei verantwortlich war.
Am 21. Januar 1964 wurde Roderick Sarell Nachfolger von Andrew Charles Stewart als Botschafter des Vereinigten Königreichs in Libyen und war damit bis zu seiner Ablösung durch Donald Maitland der letzte Botschafter in Tripolis vor dem Militärputsch von Oberst Muammar al-Gaddafi am 1. September 1969. Für seine Verdienste wurde er zum 8. Juni 1958 als Knight Commander des Order of St Michael and St George (KCMG) nobilitiert, wodurch er fortan den Namenszusatz „Sir“ führte. Nach Beendigung seiner Tätigkeit in Libyen übernahm er zuletzt am 2. September 1969 von Sir Roger Allen den Posten als Botschafter in der Türkei und hatte diesen Posten in Ankara bis zu seinem Eintritt in den Ruhestand 1972 inne, woraufhin Sir Horace Phillips seine Nachfolge antrat. Für seine langjährigen Verdienste wurde er zudem am 24. Oktober 1971 zum Knight Commander des Royal Victorian Order (KCVO) erhoben.